# Binning

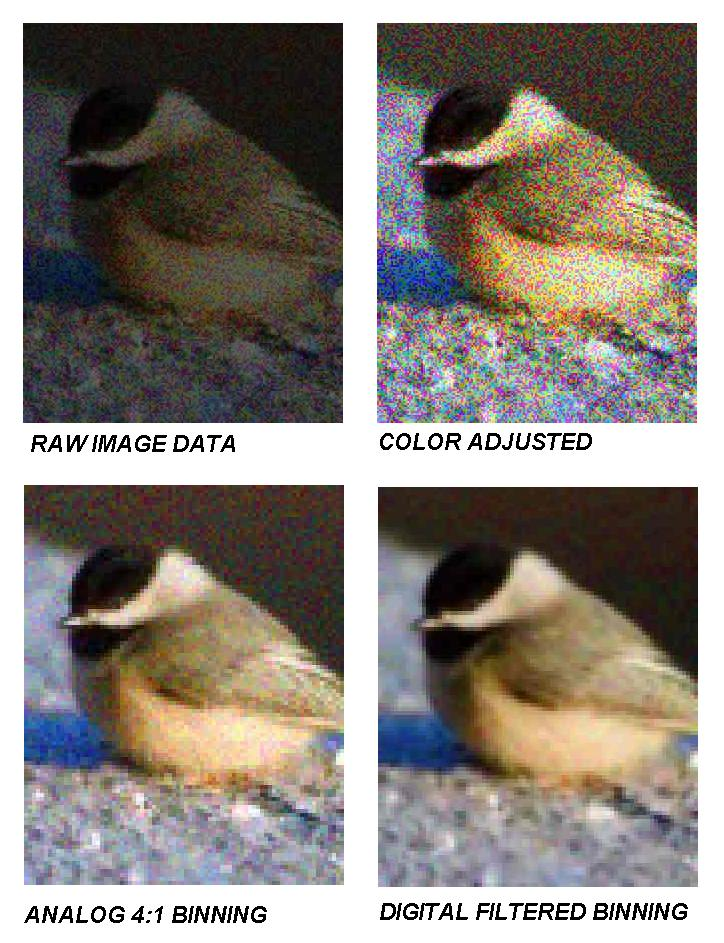
Différents types de binning pour photos numériques :
1. L'image en données brutes
2. Avec correction de luminosité
3. Binning sur le capteur
4. Une variante via un logiciel.

Le binning (de l'anglais pour « mise en récipient ») ou groupement des données par classe est une technique de science statistique ainsi que d'acquisition numérique.

## Présentation

### Numérisation
Dans le cas de la numérisation, cette technique consiste à regrouper plusieurs pixels du capteur de la caméra sur une ou deux directions. Les charges contenues dans les pixels sont généralement cumulées dans le capteur CCD, avant toute numérisation. Cette technique permet d'augmenter la sensibilité au détriment de la définition et donc de la résolution. Elle peut également être utilisée lorsque la pleine définition n'est pas nécessaire, pour réduire le temps de lecture du capteur ou réduire la taille de l'image en mémoire.

### Statistique
En statistique, la répartition ou le classement des données en classes est sujet au paramètre de « taille d'une classe » (« bin size », en anglais) et à la procédure d'augmentation ou diminution de la taille d'une classe (« re-binning », en anglais). Par exemple, étant donné un ensemble de personnes et leur âge, il est souvent utile de regrouper les différents âges en intervalles,.